# Bardu Ali
Bardu Ali (New Orleans, 23 september 1906 - 29 oktober 1981) was een Amerikaanse jazz- en rhythm & blues-zanger en gitarist.
Ali werkte in de bands van Napoleon Zyas en Leroy Tibbs en twee keer in het orkest van Chick Webb (1932-1935). Hij zou Webb ervan hebben overtuigd Ella Fitzgerald aan te nemen. Ook had hij de leiding van Webbs orkest na diens dood. Ali leidde tevens verschillende keren een eigen band en toerde in 1934 met Lew Leslies hit-show Blackbirds of 1928. In de tweede helft van de jaren veertig werd hij een zakenpartner van Johnny Otis: hij speelde in diens band en opende met Otis een club, de beroemde Barrelhouse Club. Daarnaast had hij eigen groepen, waarin onder meer Charles Brown speelde. Later was hij de zakelijk manager van Redd Foxx.